# Lamprosema subalbalis
Lamprosema subalbalis là một loài bướm đêm trong họ Crambidae.